# John Marley
John Marley (născut Mortimer Leon Marlieb; n. 17 octombrie 1907, New York City, New York, SUA – d. 22 mai 1984, Los Angeles, California, SUA) a fost un actor și regizor de teatru american. A câștigat Cupa Volpi pentru cel mai bun actor⁠(d) la cea de-a 29-a ediția a Festivalului Internațional de Film de la Veneția⁠(d) pentru interpretarea din lungmetrajul Chipuri⁠(d) (1968) și a fost nominalizat atât la Premiile Oscar, cât și la Globul De Aur pentru rolul din Love Story (1970). De asemenea, era cunoscut pentru interpretarea producătorului Jack Woltz în filmul Nașul (1972).

## Biografie
Marley s-a născut în Harlem, New York, fiul unor imigranți evrei ruși⁠(d). A abandonat studiile la City College of New York⁠(d) și a urmat o carieră în actorie. A făcut parte din United States Army Signal Corps⁠(d) pe durata celui de-Al Doilea Război Mondial.

## Cariera
Pe parcursul unei cariere de peste 45 de ani, Marley a avut aproape 250 de roluri în filme și seriale. A avut roluri în seriale de televiziune precum The Web⁠(d), Peter Gunn, Johnny Staccato, Bourbon Street Beat, Perry Mason⁠(d), Rawhide⁠(d), The Untouchables⁠(d), Sea Hunt, 77 Sunset Strip, The Lloyd Bridges Show, Dr. Kildare⁠(d), The Outer Limits, The Alfred Hitchcock Hour, The Twilight Zone, Gunsmoke, The Wild Wild West, Mannix, Bonanza, Ironside⁠(d), The Name of the Game⁠(d), The F.B.I.⁠(d), Cannon⁠(d), McCloud⁠(d), Kolchak: The Night Stalker, Baretta, Barnaby Jones și Hawaii Five-0⁠(d).
A fost ales să-l interpreteze pe George Campbell în episodul „Jerkwater” din 1961 al serialului The Rebel⁠(d).
În 1962, a fost criminalul Matthew Owen în episodul „The Case of the Angry Astronaut” din serialul Perry Mason⁠(d). Mai târziu, a avut un rol secundar în episodul  „The Crooked Path” al serialului The Virginian⁠(d) din 1968.
Unul dintre cele mai cunoscute roluri ale sale a fost cel al producătorului de filme Jack Woltz în The Godfather. Marley și-a imitat personajul într-un episod din Second City Television⁠(d). L-a interpretat pe Max Berns, producător de film și figură paternă a lui Burt Reynolds, în filmul tribut Hooper⁠(d).
La sfârșitul anilor 1970, a apărut în episodul „Homecoming” al popularului serial de televiziune The Incredible Hulk⁠(d) în rolul lui D. W. Banner, tatăl lui David Banner.

### Teatru
A apărut pe Broadway în piesele de teatru The Investigation (1966), Sing Till Tomorrow (1953), The Strong Are Lonely (1953), Skipper Next to God (1947) și Johnny Doodle (1942). În 1961, a apărut în producția dramatică  Conversation At Midnight la Los Angeles, fiind coleg de distribuție cu James Coburn, Jack Albertson⁠(d) și Eduard Franz⁠(d), regizată de Robert Gist⁠(d).
De asemenea, a regizat producții Little Theatre⁠(d) în mai multe orașe.

## Viața personală și moartea
Marley a fost căsătorit de două ori. Are trei copii din căsătoria cu actrița Stanja Lowe.
În 1984, Marley a murit la vârsta de 76 de ani în urma unei intervenții chirurgicale pe cord. Este înmormântat la Cedar Park Cemetery⁠(d) din Emerson, New Jersey.

## Filmografie
| An   | Titlu                                       | Rol                       | Note                                                               |
| ---- | ------------------------------------------- | ------------------------- | ------------------------------------------------------------------ |
| 1942 | Native Land                                 | Thug With Crowbar         | Nemenționat                                                        |
| 1947 | Kiss of Death                               | Prisoner in Spinning Mill | Nemenționat                                                        |
| 1948 | The Naked City                              | Managing Editor           | Nemenționat                                                        |
| 1950 | Ma and Pa Kettle Go to Town                 | Second Cab Driver         | Nemenționat                                                        |
| 1951 | The Mob                                     | Tony                      |                                                                    |
| 1952 | My Six Convicts                             | Knotty Johnson            |                                                                    |
| 1953 | The Joe Louis Story                         | Mannie Seamon             |                                                                    |
| 1955 | The Square Jungle                           | Tommy Dillon, referee     |                                                                    |
| 1956 | Time Table                                  | Bobik                     |                                                                    |
| 1958 | I Want to Live!                             | Father Devers             |                                                                    |
| 1960 | Pay or Die                                  | D. Caputo, ragman         |                                                                    |
| 1960 | Sea Hunt                                    |                           |                                                                    |
| 1961 | Sea Hunt                                    |                           |                                                                    |
| 1962 | The Twilight Zone - Kick the Can            | Mr. Cox                   |                                                                    |
| 1963 | A Child Is Waiting                          | Holland                   |                                                                    |
| 1963 | The Wheeler Dealers                         | Achilles Dimitros         |                                                                    |
| 1963 | America, America                            | Garabet                   |                                                                    |
| 1964 | The Twilight Zone - The Old Man in the Cave | Jason                     |                                                                    |
| 1965 | Nightmare in the Sun                        | Hogan, gas station owner  |                                                                    |
| 1965 | Cat Ballou                                  | Frankie Ballou            |                                                                    |
| 1965 | The Lollipop Cover                          | George                    |                                                                    |
| 1967 | The Wild Wild West                          | King Stefan IX            | Episodul: "The Night of the Wolf"                                  |
| 1968 | Faces                                       | Richard Forst             |                                                                    |
| 1968 | In Enemy Country                            | Rausch                    |                                                                    |
| 1970 | A Man Called Sledge                         | Old Man                   |                                                                    |
| 1970 | Love Story                                  | Phil Cavalleri            | nominalizat—Premiul Oscar pentru cel mai bun actor în rol secundar |
| 1970 | Hawaii Five-O                               | Dr. Gregorios Lemira      | "The Second Shot"                                                  |
| 1971 | Clay Pigeon                                 | Police Captain            |                                                                    |
| 1972 | The Dead Are Alive                          | Nikos Samarakis           |                                                                    |
| 1972 | The Godfather                               | Jack Woltz                |                                                                    |
| 1973 | Jory                                        | Roy Starr                 |                                                                    |
| 1973 | Blade                                       | Tommy Blade               |                                                                    |
| 1974 | Deathdream                                  | Charles Brooks            |                                                                    |
| 1975 | Framed                                      | Sal Viccarrone            |                                                                    |
| 1975 | Kolchak: The Night Stalker                  | Captain Maurice Molnar    | Episodul: "Primal Scream"                                          |
| 1976 | W.C. Fields and Me                          | Studio Head Bannerman     |                                                                    |
| 1977 | The Car                                     | Sheriff Everett Peck      |                                                                    |
| 1977 | Hawaii Five-O                               | Noah                      | "Tread the King's Shadow"                                          |
| 1977 | Vengeance                                   | Jesus                     |                                                                    |
| 1977 | The Greatest                                | Dr. Ferdie Pacheco        |                                                                    |
| 1977 | The Private Files of J. Edgar Hoover        | Dave Hindley              |                                                                    |
| 1978 | Greatest Heroes of the Bible                | Moses                     |                                                                    |
| 1978 | It Lives Again                              | Mr. Mallory               |                                                                    |
| 1978 | Hooper                                      | Max Berns                 |                                                                    |
| 1980 | Tribute                                     | Lou Daniels               |                                                                    |
| 1981 | Threshold                                   | Edgar Fine                |                                                                    |
| 1981 | The Amateur                                 | Molton                    |                                                                    |
| 1981 | SCTV                                        | Leonard Bernstein         | parodie a rolului său din The Godfather                            |
| 1982 | Mother Lode                                 | Elijah                    |                                                                    |
| 1983 | Utilities                                   | Roy Blue                  |                                                                    |
| 1986 | On the Edge                                 | Elmo Glidden              |                                                                    |